# Ultra (nom de code)
Pour les articles homonymes, voir Ultra.
Ultra était le nom donné durant la Seconde Guerre mondiale par les Britanniques aux renseignements d'origine électromagnétique obtenus en décryptant les transmissions ennemies par radio et téléscripteurs. « Ultra » devint par la suite la désignation standardisée parmi les Alliés occidentaux pour tous les renseignements de ce type. Le nom fut créé parce que les renseignements de ce genre étaient considérés comme encore plus sensibles que ceux classés most secret (« très secret », ou top secret pour les Américains), et ils étaient donc considérés comme « ultra secret ». 
Les renseignements britanniques utilisèrent d’abord la désignation Boniface, probablement afin de laisser entendre que c’était le résultat d’un renseignement d'origine humaine. Les Américains utilisèrent le nom de code Magic pour leurs décryptages de messages japonais. Les renseignements obtenus n'étaient communiqués (par des officiers de liaison triés sur le volet) qu'aux commandants en chef de théâtres d'opération. Ces commandants en chef n'avaient pas le droit de justifier leurs décisions en faisant état de ces renseignements devant leurs subordonnés non habilités.
Une partie des messages de l'Allemagne nazie était chiffrée au moyen d'une machine Enigma ; dans l'armée de terre, à partir du niveau du commandant de division et au-dessus ; dans la marine par les grandes unités, les navires météo, les états-majors et chaque sous-marin. Utilisée correctement, Enigma aurait été quasiment inattaquable ; les fautes de mise en œuvre et les captures de documents permirent de décrypter certains trafics à certaines périodes.
Le terme « Ultra » a souvent été utilisé presque comme synonyme de « messages décodés issus d’Enigma ». Ultra a aussi englobé le renseignement issu du décryptage des machines allemandes Lorenz SZ 40 et Lorenz 42 du haut commandement allemand, les machines Hagelin et d’autres machines de codage italiennes et japonaises comme PURPLE et JN-25.

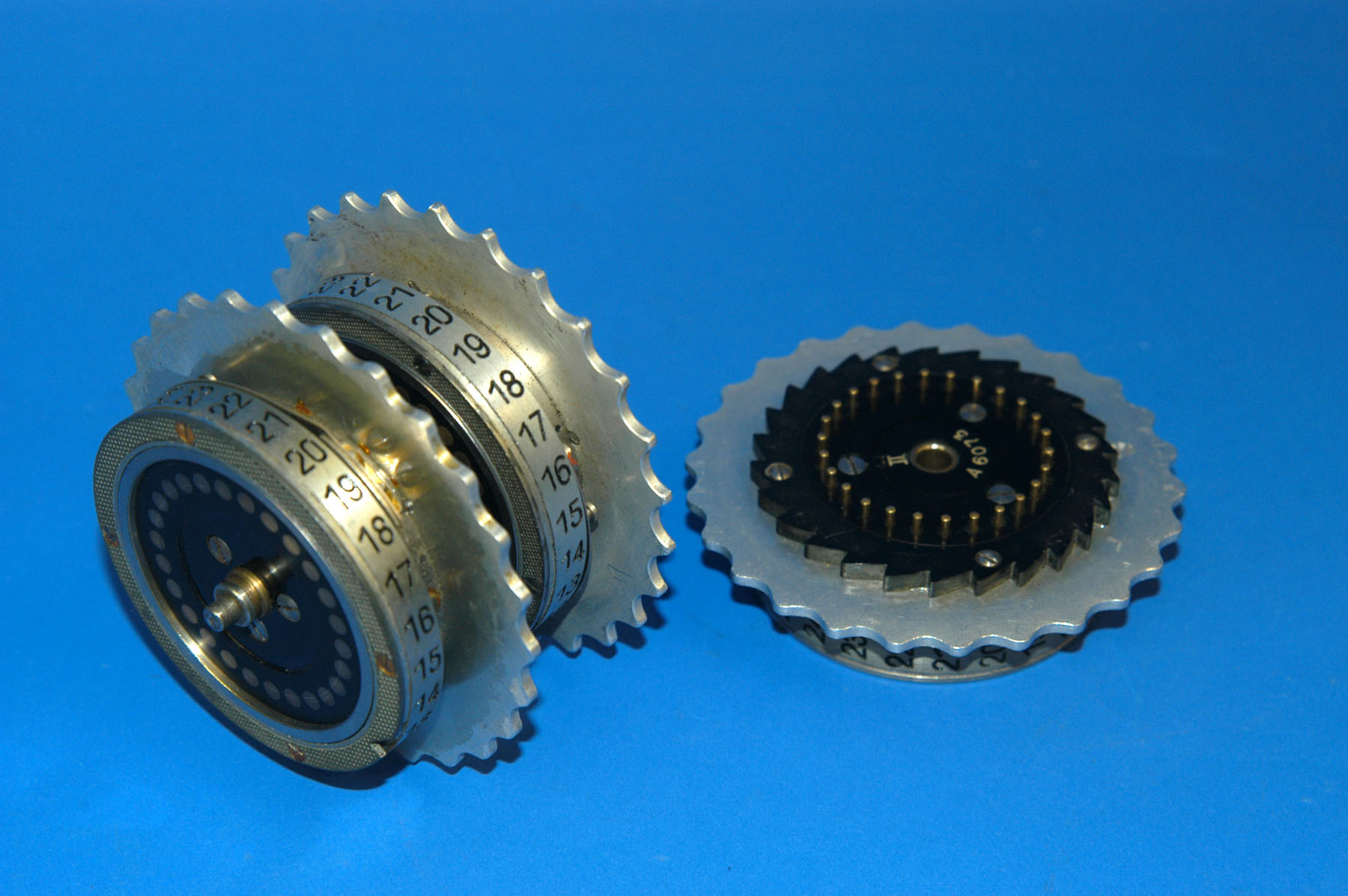
Rotors d’une machine Enigma.

Beaucoup soulignent à quel point Ultra fut vital pour les Alliés. Winston Churchill dit au roi George VI : « Ce fut grâce à Ultra que nous avons gagné la guerre. » Selon F. W. Winterbotham, qui cite Dwight D. Eisenhower, le commandant en chef des forces alliées occidentales : « Le rôle d'Ultra a été décisif. » Harry Hinsley, historien officiel du renseignement britannique pendant la Seconde Guerre mondiale, fit un constat similaire : « Ultra aurait abrégé la guerre de pas moins de deux ans et probablement de quatre. »

## Sources d'Ultra
La majeure partie des renseignements Ultra venait de déchiffrages de messages radio ennemis chiffrés par diverses machines. Ils étaient complétés par des données de transmissions radio, grâce à d’autres méthodes, comme l’analyse du trafic et la radiogoniométrie (détermination de l’origine géographique d’un émetteur). Pendant les huit mois de la drôle de guerre, les Allemands observent le silence radio, ils transmettent la plupart de leurs messages par fil au moyen du téléphone. Pour le GC&CS (l’ancêtre du service du renseignement électronique du gouvernement britannique) de Bletchley Park, c'est un gain de temps, mis à profit, à la fois pour acquérir une expérience de l'interception et de l'enregistrement de messages sur les différents réseaux radio, et pour apprendre à décrypter. Dès le début de l'offensive du 10 mai 1940, les émissions radio reprennent. En particulier celles du réseau de trafic général de la Luftwaffe dont les chiffreurs sont apparemment très indisciplinés.

### Sources allemandes

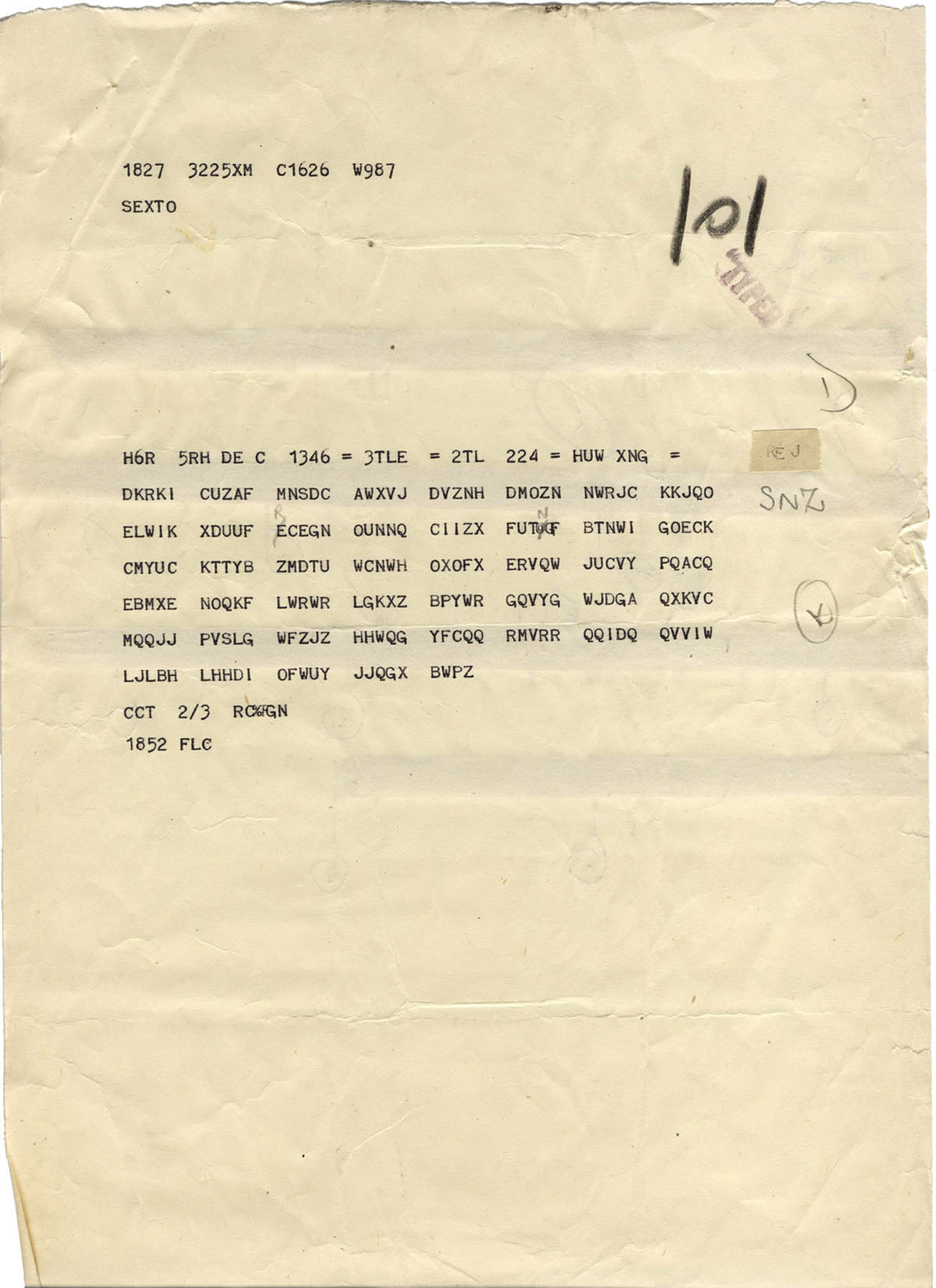
Exemple d'une page interceptée à Bletchley Park, avant déchiffrage et traduction.

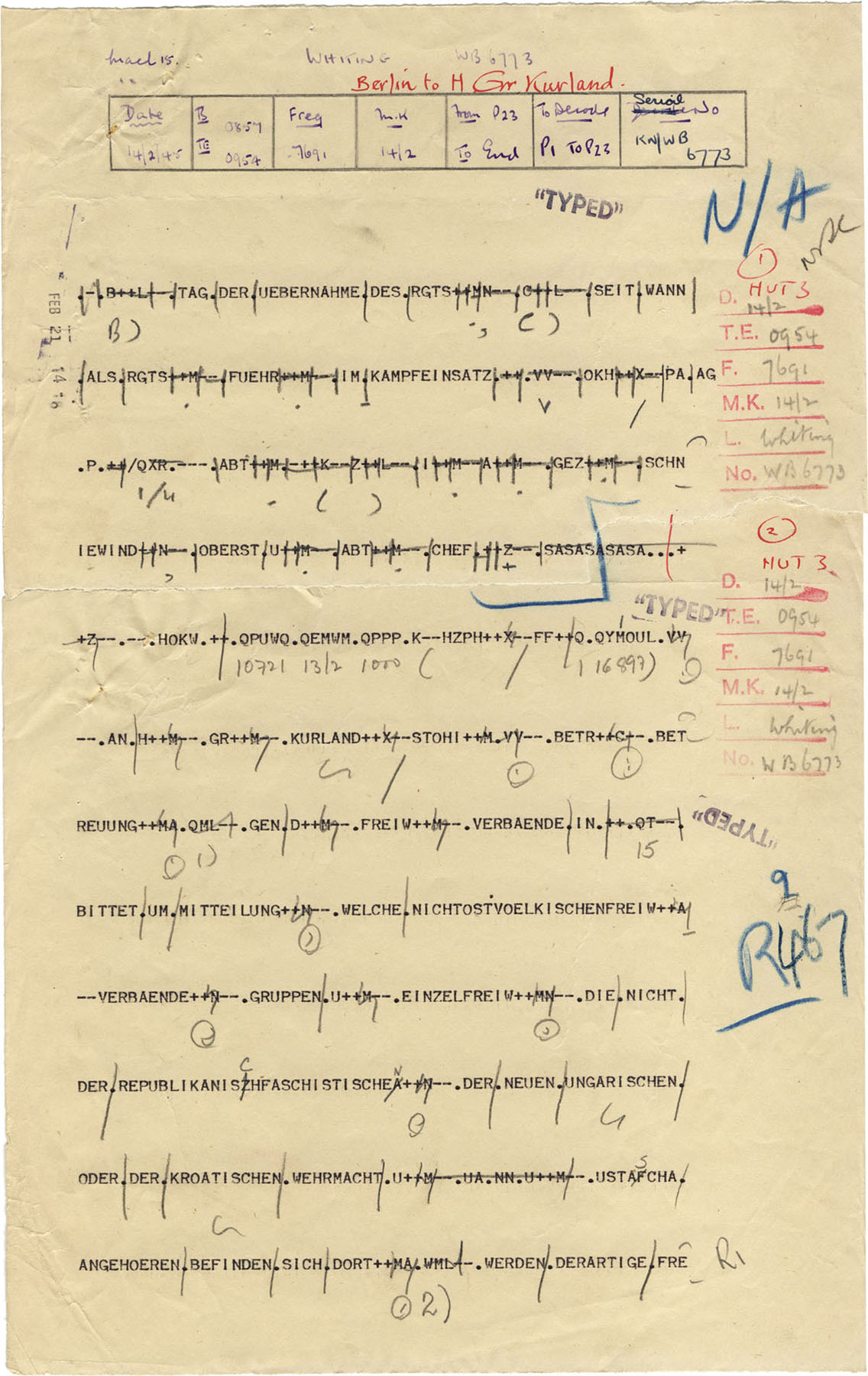
Exemple d'une page interceptée à Bletchley, après déchiffrage.

#### La machine Enigma
Le nom « Enigma » fait référence à une famille de machines de chiffrement à rotors. Elles délivraient un chiffrement polyalphabétique de substitution et étaient couramment considérées comme indécryptables pendant les années 1920. L’armée de terre allemande, la marine de guerre, l’armée de l’air, les chemins de fer, la poste et les diplomates allemands utilisaient tous des machines Enigma, mais il y en avait plusieurs modèles. Par exemple, l’Abwehr utilisait une machine à quatre rotors sans tableau de connexions, et l’Enigma navale utilisait une gestion des clefs de cryptage différente de la Luftwaffe, qui rendait ses transmissions beaucoup plus difficiles à analyser. Chaque modèle d’Enigma nécessitait une approche différente. Les modèles commerciaux n’étaient pas aussi sûrs. Dilly Knox avait lu l'Enigma commerciale des Franquistes pendant la guerre d'Espagne.
L’Enigma militaire allemande fut lue pour la première fois en décembre 1932 par le Biuro Szyfrów (bureau de décodage polonais), grâce à de brillantes mathématiques, aux services d’un traître du bureau allemand du chiffre[pas clair], et à une bonne part de chance. Les Polonais continuèrent à décrypter Enigma, d'abord chez eux, puis en France (dans le cadre du PC Bruno, conduit par le général français Gustave Bertrand). Au tournant de 1939, les Allemands rendirent leurs systèmes dix fois plus compliqués à décrypter, ce qui aurait contraint les Polonais à décupler leurs moyens de décryptage, ce dont ils étaient incapables. Juste avant l'invasion de la Pologne, le bureau de décryptage polonais offre, à ses alliés britanniques et français, des copies de machines Enigma, avec les explications correspondantes.
L'apport du mathématicien et cryptologue Alan Turing, qui collabore à Bletchley Park à partir de 1938, est essentiel dans le décryptage d'Enigma. Mais Gordon Welchman, mathématicien à Cambridge, cryptanalyste à Bletchley Park écrit : « Ultra n’aurait jamais décollé si nous n’avions pas appris des Polonais, juste à temps, les détails des Enigma militaires allemandes, et des procédures d’exploitation utilisées. »
Après la guerre, les interrogatoires des spécialistes allemands de cryptographie menèrent à la conclusion que les cryptanalystes allemands avaient compris que des attaques de décodage d’Enigma étaient possibles, mais qu’ils avaient considéré que cela demanderait des efforts et des investissements inaccessibles dans la pratique. La précocité du début des efforts des Polonais contre les trafics Enigma permit aux Alliés d’être prêts quand la guerre éclata.

#### La machine de chiffrement Lorenz
Au printemps 1941, les Allemands commencèrent à utiliser des ensembles de téléscripteurs à chiffrement de flux en ligne (c'est-à-dire que le chiffrement se faisait en direct au fur et à mesure de la frappe sur le clavier) pour des liaisons radio stratégiques de poste à poste, auxquels les Britanniques donnèrent le nom de code générique de « Fish » (poisson). Plusieurs systèmes différents furent utilisés, principalement les machines de Lorenz SZ 40 et SZ 42, nom de code « Tunny » (thon) et les Geheimfernschreiber nom de code « Sturgeon » (esturgeon). Ces  systèmes de chiffrement furent cryptanalysés avec succès, particulièrement les machines de Lorenz (Tunny), que les Britanniques avaient totalement comprises. Elles furent finalement soumises aux assauts des ordinateurs Colossus, premiers ordinateurs électroniques programmables en binaire. Bien que le volume d’informations venant de ce système fut bien plus faible que celui issu d’Enigma, il était de grande importance car il procurait des renseignements de haut niveau stratégique.

### Sources italiennes
Quand les Italiens entrent en guerre (juin 1940), ils utilisent des livres de codes pour la plupart de leurs messages. Début 1941, la marine italienne met en service une version de la machine de chiffrement Hagelin série C à rotors appelée C-38m. Ce chiffrement est cassé dès juin 1941 par la sous-section du GC&CS qui s'occupe de l'Italie.

### Sources japonaises
Du côté de l’océan Pacifique, une machine de chiffrage japonaise, Purple pour les Américains, servait aux messages diplomatiques du plus haut niveau. Purple produisait un chiffrement par substitution polyalphabétique, mais à la différence des machines Enigma ce n’était pas une machine à rotors ; elle était constituée, entre autres, d'interrupteurs électriques pas à pas. Ce chiffrement fut cassé par le US Army Signals Intelligence Service, sous le nom de code « Magic ».
Le décryptage de Purple servit en Europe. L’ambassadeur japonais à Berlin envoyait des rapports chiffrés par Purple, examens des estimations allemandes sur leur propre situation militaire, leur stratégie et leurs intentions, rapports de tournées d’inspection (ex. : les défenses des plages de Normandie) et comptes-rendus de longs entretiens avec Hitler.
Un des très nombreux codes de la marine japonaise fut baptisé JN-25 par les Américains. Dès le début 1942, l'US Navy avait déjà fait des progrès considérables.
On dit que les Japonais avaient obtenu une Enigma dès 1937, bien qu’on ne sache pas si les Allemands la leur avaient donnée ou s’ils avaient achetée une version commerciale qui, à l’exception du tableau de connexions et du câblage interne, était approximativement la machine de la Heer (armée de terre) et de la Kriegsmarine.

## Diffusion des informations d'Ultra

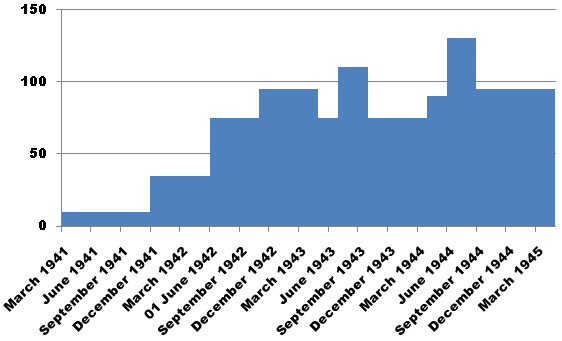
Nombre de messages envoyés par jour depuis la Cabane 3 de Bletchley Park pendant la Seconde Guerre mondiale

Les renseignements concernant la Heer (armée de terre) et la Luftwaffe, essentiellement des décryptages d’Enigma faits dans la Cabane 6 (Hut 6) – étaient réunis dans des synthèses, nom de code « Boniface ».
L'Enigma navale est décryptée dans la Cabane 8. Les renseignements sont communiqués à l'OIC (admiralty Opérational Intelligence Centre). Elle fut désignée source « Hydro ».
Adopté en juin 1941, le terme « Ultra » aurait été soufflé par le commandant Geoffrey Colpoys de la Royal Navy qui servait dans le centre opérationnel de renseignements de l'amirauté.

### Unités spéciales de liaison
La diffusion d’Ultra aux commandants en chef alliés implique un risque de découverte par l'ennemi, aussi les plus grandes précautions sont prises pour protéger à la fois les renseignements et leur origine.
Les renseignements Ultra sont transmis aux commandants de théâtres d'opérations par le MI6, qui met en œuvre des Special Liaison Units (SLU, unités spéciales de liaison) attachées aux grands commandements de l'armée et de la RAF. L’animation est coordonnée et supervisée, au nom du MI6, par Francis Winterbotham. Chaque unité spéciale de liaison inclut des spécialistes du renseignement, des transmissions et du chiffre.
Chaque unité spéciale de liaison est dirigée par un officier britannique de l’armée de terre ou de l’air, habituellement un commandant, l'Officier Spécial de Liaison. La fonction principale de l’officier de liaison ou de son adjoint est de faire passer des renseignements Ultra au commandant du théâtre d'opérations ou aux officiers d’état-major habilités Ultra. La procédure standard est de présenter la synthèse au destinataire, de rester avec lui tant qu’il l’étudie, puis de la reprendre et de la détruire.
Dans la Royal Navy, au War Office, au ministère de l’Air et au commandement de la RAF, les unités spéciales de liaison travaillent, en liaison permanente, par téléscripts, avec Bletchley Park.
Des unités spéciales de liaison, rattachées aux commandements de théâtres d'opération de l’armée et de la RAF, reçoivent par radio les synthèses.
Les premières SLU mobiles apparaissent pendant la campagne de 1940. L'une renseigne la force terrestre de Lord Gort. Les premiers officiers de liaison sont Robert Gore-Browne et Humphrey Plowden. L'autre, commandée par le commandant Long, est attachée à la force aérienne du général Playfair à Meaux.
Même le maréchal Harris, qui commande l'aviation de bombardement stratégique britannique, n'est pas dans le secret d'Ultra, L’historien Frederick Taylor maintient qu'il ne prit pas au sérieux les directives d'après le Jour-J (cibler prioritairement la production allemande de carburant), puisqu’il ne savait pas que le haut commandements allié utilisait les transmissions du haut-commandement allemand pour définir l'ordre de priorité du ciblage ; donc Harris s'obstina à faire bombarder les villes allemandes, en dépit des ordres reçus.

### Services spéciaux
Dès 1940, des dispositions sont prises, entre services britanniques, pour gérer Boniface et Ultra. Le MI5 lance, sous les ordres de Herbert Hart, la « Special Research Unit B1(b) ». Au Secret Intelligence Service ces renseignements sont pris en charge par la « Section V » basée à St Albans.

### Unités spéciales de transmissions
Le système de transmissions fut créé par le général Gambier-Parry qui, de 1938 à 1946 fut à la tête de la section VIII du MI6, basée à Whaddon Hall dans le Buckinghamshire. Les synthèses d'Ultra issues de Bletchley Park étaient envoyées par lignes terrestres au groupe radio de la section VIII à Windy ridge, qui transmettait aux Unités spéciales de liaison.
Dans chaque SLU, le groupe de transmissions est appelé « Special Communications Unit » (SCU, unité spéciale de transmissions). Les émetteurs radio sont fabriqués aux ateliers de Whaddon Hall (Grande-Bretagne), alors que les récepteurs (à ondes courtes) sont fabriqués au  Massacchussets (États-Unis). Les unités spéciales de transmissions sont très faciles à déplacer. Les premières utilisaient des voitures ordinaires de marque Packard.
Unités spéciales de transmissions : SCU1 (Whaddon Hall), SCU2 (France avant 1940, puis aux Indes), SCU3 (Hanslope Park, Royaume-Uni), SCU5, SCU6 (peut être à Alger et en Italie), SCU7 (unité d'entrainement, Royaume-Uni), SCU8 et SCU9 (Europe après le jour-J), SCU11 (Palestine et Indes), SCU12 (Indes), SCU13 et SCU14.
Fourni par la RAF, le groupe de cryptographie de chaque unité spéciale de transmissions met en œuvre des machines Typex que les Allemands ne savent pas lire et des chiffres incassables à masque jetable.
Les messages Ultra de l'OIC (centre opérationnel de renseignements de l'amirauté) aux navires en mer sont transmis par radio après chiffrement par masque jetable.

### Le réseau Lucy
Un mystère entoure un réseau d’espionnage suisse, nom de code Lucy. Lucy a une légende, homme seul, Rudolf Roessler, réfugié allemand bien informé, réactif, capable d’obtenir des informations « directement des officiers d’état-major des quartiers généraux allemands » - souvent sur une demande précise. Le réseau Lucy est-il un moyen de fournir aux Soviétiques des renseignements Ultra, mais de façon à faire croire qu’ils viennent d’un espion haut placé plutôt que du décryptage du trafic radio allemand ? Les Soviétiques, grâce à un de leurs agents à Bletchley, John Cairncross, savent que les Britanniques décryptent Enigma. Le réseau Lucy est d’abord considéré avec méfiance par les Soviétiques. Cependant les bons renseignements qu’il fournit arrivent au bon moment. Les agents soviétiques en Suisse et leur chef, Alexandre Radó finissent par les prendre au sérieux.

## Traitement et exploitation des renseignements
La plupart des messages décryptés étaient insuffisants, comme sources de renseignements fiables, tant pour les tacticiens que pour les commandements, d'autant que ces messages étaient rédigés dans un jargon militaire parfois impénétrable jalonné de mystérieuses abréviations et de références à des documents inconnus. Rares étaient les messages intégralement captés et décryptés. Les passages manquants étaient reconstitués au mieux. Les traductions étaient re-formatées afin d'en camoufler l'origine, ce qui aggravait le risque d'erreur. L’organisation, l’interprétation et la diffusion des informations issues des messages des transmissions d’Enigma et d’autres origines en renseignements militaires furent un travail subtil. Les services de renseignement américains ne reconnurent pas cela avant l’attaque de Pearl Harbor mais ils apprirent très rapidement à le faire après.
À Bletchley Park, on constitue de vastes fichiers d'informations glanées dans les messages décryptés. Pour chaque message, le service responsable note la fréquence radio, le jour et l’heure de l’interception et son préambule, qui contient des informations sur les caractéristiques d’identification du réseau, l’heure et l’origine du message, l’indicatif des stations émettrices et réceptrices, les localisations obtenues par goniométrie et la clef qui indique le réglage des rotors. Cela permet de recouper les références d’un nouveau message avec un message plus ancien. Les entrées du fichier incluent des débuts de messages, chaque personne, chaque navire, chaque unité, chaque arme, chaque localisation, chaque terme technique et des morceaux d’expressions répétées comme des formules de courtoisie et d’autres termes de jargon militaire allemand qui pourraient servir à des attaques à texte clair connu.
Le premier message Enigma du temps de guerre est décrypté par les Polonais du PC Bruno en France le 17 janvier 1940, bien que ce message eût été envoyé trois mois avant. On avait peu avancé dans ce domaine jusqu’au début de la campagne de Norvège en avril. À partir du 1er février 1940, les chiffreurs Enigma ne répètent plus la clef brute du message, ce qui avait été prévu par Turing. Les cryptanalystes de BP furent capables - en relation avec PC Bruno – de reprendre les décryptages dès le 10 mai, grâce à John Herivel. Les renseignements fournis par ces messages étaient d'une faible valeur opérationnelle, tant l'ennemi progressait vite.
À compter du 10 mai 1940, le décryptage des clefs Enigma de la Luftwaffe monte en puissance. Les deux premières bombes électromécaniques sont livrées en mars et en août. Au plus fort de la bataille de la Méditerranée en 1941, toutefois, Bletchley Park décrypte quotidiennement 2 000 messages italiens issus de la machine Haguelin. Au cours de la deuxième partie de 1941, on décryptait 30 000 messages Enigma par mois, et par la suite jusqu’à 90 000 par mois, en ajoutant ceux du trafic Fish (machines de Lorenz).

### Contributions d'Ultra
Ultra a contribué à nombre de beaux coups, dont voici une liste partielle :
- En avril 1940, Ultra fournit une image détaillée du dispositif allemand, puis les ordres de mouvement pour l’attaque sur les Pays-Bas, avant la campagne de Belgique.
- Un message décrypté par Ultra : « KNICKEBEIN KLEVE IST AUF PUNKT 53 GRAD 24 MINUTEN NORD UND EIN GRAD WEST EINGERICHTET » (« La Knickebein de Clèves est dirigée sur la position 53° 24’ Nord et 1° Ouest »). C'est la preuve dont Reginald Victor Jones a besoin pour montrer que les Allemands utilisent un système de guidage pour leurs bombardiers[20]. Les renseignements Ultra jouent un rôle vital dans la bataille des faisceaux.
- Au cours de la bataille d’Angleterre, Hugh Dowding, commandant en chef de la Royal Air Force, reçoit des renseignements Ultra[21] : intentions ennemies, effectif et la localisation des différentes unités de la Luftwaffe. Averti des prochains raids de bombardiers (mais pas de leur cible précise)[22]. Hugh Dowding, qui n'avait pas le droit de révéler Ultra pour justifier ses décisions, fut durement critiqué.
- Ultra fournit beaucoup de renseignements sur l’opération Lion de Mer[23].
- Ultra informa que de l’équipement des aérodromes allemands de Belgique conçu pour l’embarquement de parachutistes avec leur matériel allait être démonté, une information claire que l’opération Lion de Mer était annulée.
- Ultra révéla qu’un raid aérien capital était prévu pour la nuit du 14 novembre 1940 et il indiqua trois cibles possibles incluant Londres et Coventry. Cependant, la cible précise ne fut pas déterminée avant la fin de l’après-midi du 14 novembre, ceci grâce à la détection des signaux radio de guidage. Malheureusement, les contre-mesures ne permirent pas d'éviter le Blitz dévastateur sur Coventry. Les unités de défense civile et les secours de la ville furent tout d'abord dépassés par le nombre important de personnes à secourir, mais d'autres groupes de secours, qui étaient en manœuvres d’entraînement dans le voisinage, purent être redirigés vers la ville de Coventry pour y renforcer les équipes locales. F. W. Winterbotham prétendit que Churchill avait reçu les informations assez tôt pour éviter le drame mais, qu’intentionnellement il n'avait rien fait, afin de sauvegarder le secret d'Ultra[24]. Cette accusation a été réfutée par Reginald Victor Jones[25], par David Hunt[26], par  Ralph Bennett[27] et par Peter Calvocoressi[28]. Ultra prévint qu'un raid allait avoir lieu mais ne révéla pas spécialement la cible. Churchill, qui était en route pour Ditchley Park fut informé que Londres pourrait être bombardée, retourna au 10 Downing Street afin de pouvoir observer le raid depuis le toit du ministère de l'Air.
- En Libye, de décembre 1940 à février 1941, Ultra facilite la victoire des troupes britanniques sur l’armée italienne beaucoup plus nombreuse[29].
- Ultra est à l'origine de la victoire de la Royal Navy sur la flotte italienne, à la bataille du cap Matapan (mars 1941)[30].
- Bien que les Alliés perdirent la bataille de Crète en mai 1941, les renseignements Ultra, en particulier les coordonnées des zones de largage et de poser des paras allemands, permirent d'infliger de lourdes pertes à l'envahisseur et facilitèrent l'évacuation de l'île[31].
- Les renseignements Ultra révélèrent les préparatifs de l’opération Barbarossa, invasion allemande de l’URSS, dont Staline fut averti[32].
- Les renseignements Ultra apportèrent une contribution très importante à la bataille de l’Atlantique. Winston Churchill écrivit « La seule chose qui me terrorisa tout au long de la guerre fut le péril créé par les U-boote. »[33] Le décryptage de l'Enigma navale des U-Boote était bien plus difficile que le décryptage des trafics de la Luftwaffe. Ce ne fut qu’à partir de mai 1941 que Bletchley Park fut capable de décrypter une partie significative de ce trafic, au jour le jour[34]. Le 25 mai 1941, Jane Fawcett et plusieurs de ses collègues identifient la localisation du cuirassé allemand le Bismarck[35]. Les convois transatlantiques sont détournés des meutes de U-Boote dont les ravitailleurs sont coulés. Le 1er février 1942, le trafic Shark (messages Enigma des U-Boote) devint indécryptable, apparemment du fait de l’introduction d’une nouvelle machine Enigma à quatre rotors. Cette situation perdura, bien qu’on déchiffrât les trafics d’autres réseaux Enigma de la Kriegsmarine[36].
- Pendant la guerre du désert en Afrique du Nord, les renseignements Ultra aidèrent Archibald Wavell et Claude Auchinleck à empêcher les forces de Rommel de prendre Le Caire à l’automne 1941[37].
- Les renseignements Ultra issus des décryptages de la machine Hagelin, des décryptages des Enigma de la Luftwaffe et de la Kriegsmarine, aidèrent à couler la moitié des navires italiens envoyés ravitailler les forces de l'Axe en Afrique du Nord[3].
- Les renseignements Ultra issus des transmissions de l’Abwehr confirmèrent que le MI5 avait capturé tous les agents allemands en Grande-Bretagne, et que l’Abwehr faisait toujours confiance aux nombreux agents doubles que le MI5 contrôlait grâce au système Double Cross[38], ce qui permit de monter bien des supercheries[39].
- Le décryptage de messages japonais chiffrés par le code JN-25 permit aux Américains de faire refluer l'attaque japonaise lors de la bataille de la mer de Corail en avril 1942 et de préparer la victoire décisive lors de la bataille de Midway en juin 1942[40].
- Ultra contribua très significativement à la surveillance des fusées de Peenemünde  et à la collecte de renseignements sur les V1 et les V2 à partir de 1942[41].
- Ultra contribua à la victoire de Montgomery à la bataille d'Alam el Halfa en l’avertissant des plans d’attaque de Rommel.
- Ultra contribua au succès de l’offensive de Montgomery lors de la seconde bataille d'El Alamein en lui fournissant, avant la bataille, l'ordre de bataille des forces de l’Axe, et, pendant la bataille, les rapports de Rommel.
- Ultra fournit la preuve que les débarquements alliés en Afrique du Nord française lors de l’opération Torch n’étaient pas prévus par les Allemands[42].
- Un message japonais codé en JN-25, décrypté le 14 avril 1943, donna des détails sur une visite probable de l’amiral Isoroku Yamamoto à l’île Balalae, et le 18 avril son avion fut abattu, tuant cet homme qui était considéré comme irremplaçable[43].
- Les renseignements d’Ultra dans la préparation de l’invasion alliée de la Sicile fournirent des informations sur les points forts des défenses ennemies et sur le succès de supercheries stratégiques complexes qui avaient dupé le haut commandement allemand[44].
- Le succès de la bataille du cap Nord, dans laquelle le cuirassé HMS Duke of York coula le croiseur allemand Scharnhorst, fut entièrement construit sur le décryptage rapide des messages allemands[45].
- Ultra facilita beaucoup l’opération Cobra.
- Ultra permit au haut-commandement allié d'être averti des plans complets de la contre-attaque allemande de Mortain. L'information ne fut pas transmise, en Normandie, aux chefs concernés, de peur de compromettre Ultra. Les troupes au contact étaient déjà au niveau d'alerte maximum. Aucune réserve n'était disponible. Les Panzers qui avaient pu progresser sous couvert des nuages et de la pluie ont été détruits par l'aviation alliée dès le retour du beau temps.
- Pendant l’avance alliée vers l’Allemagne, Ultra fournit des informations tactiques détaillées et montra à quel point Hitler ne tenait pas compte des conseils de ses généraux et insistait pour que les troupes allemandes se battent sur place « jusqu’au dernier homme[46]. »

## Protection de l'origine des sources

### Méditerranée
Les Alliés s’inquiètent sérieusement à la perspective que le commandement de l’Axe ne découvre qu’ils décryptent les messages Enigma. Les Britanniques étaient, dit-on,, plus méthodiques à ce sujet que les Américains, et cette différence fut une source de friction entre eux. À Delhi, l’unité britannique Ultra est logée dans une grande cabane du parc de la maison du gouverneur. La sécurité était assurée par un abattant de table en bois avec une clochette en travers de la porte et un sergent assis dessus. Cette cabane était ignorée de tous. L’unité américaine loge dans un grand bâtiment de briques, entouré de barbelés, surveillé par des patrouilles armées. Les gens auraient pu ne pas savoir ce qu’il y avait là, mais ils savaient assurément que c’était quelque chose d’important et de secret.
En Méditerranée, pour cacher l’origine de leurs informations concernant les « trop opportunes » attaques alliées contre les navires de ravitaillement de l’Axe, des sous-marins et un avion de guet sont envoyés en patrouille à la recherche des navires de l’Axe. Ces patrouilles ou leurs transmissions radios sont observées par les forces de l’Axe, qui concluent que leurs navires ont été trouvés par des moyens de reconnaissance conventionnelle.
Cette méthode aide à dissimuler l’origine des informations à tout le personnel allié qui aurait pu révéler son secret par des discussions imprudentes ou pendant un interrogatoire en cas de capture. Pendant qu’on envoie une escadrille de recherches  mixte (des sous-marins et un avion), qui trouvera les bateaux de l’Axe à coup sûr, on envoie 2 ou 3 autres escadrilles vers d’autres zones afin que les équipages ne commencent pas à se demander pourquoi toutes les escadrilles trouvent des bateaux de l’Axe à chaque sortie.
On utilise d’autres moyens pour égarer l’ennemi. En une occasion, un convoi de cinq navires naviguait de Naples vers l’Afrique du Nord transportant un ravitaillement primordial à un moment critique du combat en Afrique du Nord. On n’avait pas le temps d’envoyer les escadrilles correctement éparpillées à l’avance. La décision  d’attaquer uniquement à partir des informations Ultra vint directement de Churchill. Les navires furent tous coulés par une attaque « à l’improviste », ce qui fit penser aux Allemands qu’il y avait une brèche dans  leurs transmissions. Pour égarer les soupçons des Allemands, les Alliés envoyèrent un message radio à un espion imaginaire de Naples, le félicitant de son succès. D’après certaines sources, les Allemands décodèrent ce message et y crurent.

### Atlantique
L’amiral Karl Dönitz reçut des rapports de rencontres « impossibles » entre des U-Boote et des navires ennemis qui lui firent suspecter des fuites dans ses transmissions. En un cas, trois U-Boote ont rendez-vous, près d'une petite île de la mer des Caraïbes. Un destroyer britannique surgit. Les U-Boote s’échappent et rendent compte. Dönitz demande une enquête. L’étude indique que le problème, s’il y en a un, ne vient pas de la machine Enigma. N'importe, Dönitz fait changer les livres de chiffre, bloquant les décryptages de BP pendant un temps. Cependant, il n'a jamais cru que les Enigma navales étaient décryptées par les Alliés. D’autant que son propre service du chiffre B-Dienst avait, à certaines périodes, partiellement réussi à déchiffrer les messages de la Royal Navy (y compris les codes de convois marchands du début de la guerre). Les renseignements de cette source n'indiquent pas que les Alliés soient capables de déchiffrer l’Enigma navale.
En 1945, la plupart des messages Enigma sont déchiffrés en un ou deux jours. Pourtant, les chefs de la Wehrmacht restent confiants quant à sa sûreté.

## Divulgations après la guerre
Difficile de révéler Ultra sans révéler les activités de Bletchley Park. Le secret est maintenu après la guerre, d'autant que la GC&CS poursuit ses activités, sous un autre nom, au détriment d'autres pays, puisque bien des codes et des chiffres sont alors toujours en service, de même plusieurs machines ont été développées sur le principe d'Enigma. Les premières indiscrétions ne sont commises qu'au milieu des années 1970. Les documents qui décrivent les procédures de décryptage d'Enigma ne sont déclassés qu'après 2000.
En 1967, l’historien militaire polonais Władysław Kozaczuk révèle, dans son livre Bitwa o tajemnice (La bataille des secrets) qu'Enigma avait été brisée par des décrypteurs polonais, avant la Seconde Guerre mondiale. La même année, David Kahn dans The Codebreakers décrit la récupération de l'Enigma navale du U-505. Au passage, Kahn glisse que les messages d’Enigma étaient déjà partiellement décryptés à cette époque, au moyen de machines qui remplissaient plusieurs bâtiments.
Aux environs de 1970, de nouveaux chiffres, assistés par ordinateur, se généralisent. Le monde passe à l'informatique. Enigma est périmée. L’Agence de sécurité nationale des États-Unis mit à la retraite les derniers de ses systèmes de chiffrement basés sur des rotors, la série des KL-7, dans les années 1980.
Dans son livre de 1971, The Game of the Foxes (Le Jeu des renards), Ladislas Farago donne une version confuse du mythe de l’Enigma dérobée. Grâce à un « réseau polono-suédois, les Britanniques auraient capturé un modèle opérationnel de la machine Enigma utilisée par les Allemands pour chiffrer leurs messages top-secret : « C’était pour aller chercher une de ces machines que le commandant Denniston alla clandestinement dans un château isolé, à la veille de la guerre… » « En 1941, le brillant cryptologue Dilly Knox lisait l'Enigma de l’Abwehr. »
En 1974, Winterbotham, qui avait participé à la diffusion des renseignements Ultra, publie The Ultra Secret.
Des journalistes et des historiens publient des ouvrages de vulgarisation orientés vers le sensationnel, techniquement peu crédibles. 
De 1979 à 1988, publication, en cinq volumes, de l’histoire officielle du renseignement britannique pendant la seconde guerre mondiale, éditée par Harry Hinsley, ancien du GC&CS. 
En 1993, publication de Codebreakers, recueil d'anecdotes écrites par les vieux de la vieille, sous la direction d'Hinsley et d'Alan Stripp. Mais les procédures de décryptage d'Enigma sont encore couvertes par le secret. On ne lève qu'un coin du voile.
Depuis la levée du secret, les auteurs ont la possibilité de consulter des archives désormais ouvertes au public, avec ou sans dérogation. Ainsi Hugh Sebag-Montefiore a pu revoir et corriger une somme, Enigma, the battle for the code (2011), enrichie de chapitres appuyés sur des documents encore classés lors de la première édition (2000).

## Renseignements sur la Shoah
Des historiens ont essayé d’établir à quel moment les Alliés avaient appris la Solution finale, plus particulièrement les camps d’extermination.
Les policiers allemands utilisent des codes spécifiques qui attirent l’attention des services britanniques sur les massacres perpétrés en URSS occupée, mais il est difficile d'en faire état sans révéler que les codes bas niveau des polices allemandes sont lus par les services anglais.
En 1999, le décret américain de révélation des crimes de guerre nazi déclasse toutes les archives concernant les crimes de guerre nazis. Plus de 600 décryptages et leur traduction sont ouverts au public. Robert Hanyok conclut à propos des renseignements électroniques que « par eux-mêmes, ne pouvaient pas alerter assez tôt les Alliés de la nature et de l’ampleur de la Shoah. » Des bribes d'informations sur les camps d’extermination parviennent par d’autres sources, Jan Karski, Victor Martin et des diplomates américains en Suisse.
Un décodage du 11 janvier 1943 cite une Aktion Reinhard suivi de nombres. Mais les analystes ne comprirent pas que c'était le nombre de juifs et autres détenus tués par gaz dans quatre camps de la mort. Pendant l’été 1944, Arthur Schlesinger, alors à l’OSS, y lut une incrémentation progressive de la persécution plutôt qu'une extermination.

## Conséquences après la guerre
Il y a des controverses quant aux effets du décryptage d’Enigma sur le cours de la Seconde Guerre mondiale. On a suggéré que la question doit être élargie afin englober l’influence d’Ultra non seulement sur la guerre elle-même, mais aussi sur la période d’après-guerre.
Winterbotham, premier auteur à esquisser les conséquences du décryptage d’Enigma sur la seconde guerre mondiale, pose les bases d'une vision globale des influences d’Ultra sur l’après-guerre, pas uniquement sur le fonctionnement après-guerre du service de renseignements électronique du gouvernement britannique et de l’agence de sécurité nationale américaine. Winterbotham prévient au chapitre 3 : « Ne soyons pas dupés par le torrent de films, de téléfilms et de propagande qui ont donné de la guerre une image de grande épopée triomphale. Il s’en est fallu en fait de très peu, et le lecteur pourrait aimer peser […] si […] nous aurions pu gagner [sans] Ultra. »
Si les chefs politiques et militaires de l’après-guerre avaient été au courant du rôle d’Ultra, ils auraient été moins optimistes quant aux engagements militaires de l’après guerre.
Phillip Knightley suggère qu’Ultra a pu contribuer au développement de la guerre froide. Les Soviétiques reçurent des renseignements Ultra sous une forme déguisée, mais l’existence d’Ultra lui-même ne fut pas révélée par les Alliés. Les Soviétiques qui avaient des soupçons, peut-être grâce à Kim Philby et Anthony Blunt, ont donc dû se méfier encore plus de leurs ex-alliés.

## Conclusion
Au Royaume-Uni, tout ce qui touche au Blitz, à la Bataille d'Angleterre, à Ultra, à Enigma, à Bletchley Park, aux Commandos, à Double Cross, etc., est un mythe national, une légende héroïque, fondée sur des faits réels, mais qu'il convient de prendre avec précaution.
Les mémoires des anciens et les ouvrages de journalistes antérieurs à 2000 ont eu tendance à mettre en valeur les réussites d'Ultra et de Magic, d'autant que les « bons » renseignements étaient encore protégés par le Secret Act. Cependant, les historiens les plus récents remettent les événements dans leur contexte et n'hésitent pas à souligner les difficultés et les échecs de cette épopée de l'ombre.
L'historien Max Hastings écrit que la guerre a été gagnée par la fabuleuse puissance industrielle des Alliés et des Soviétiques qui ont produit dix, vingt, trente fois plus de matériels que l'Allemagne, et par l'extraordinaire sacrifice de l'Armée rouge qui a cassé la Wehrmacht.
L'historien John Keegan souligne que les renseignements, même de très bonne qualité, sont insuffisants. Les batailles sont gagnées sur le terrain, par les soldats, les aviateurs et les marins, à condition qu'une quantité d'autres facteurs soient réunis et pourvu que les circonstances soient favorables.

### Sources et bibliographie
Titres en français
- Gustave Bertrand, Enigma ou la plus grande énigme de la guerre 1939–1945. Paris : Librairie Plon (1973)
- Reginald Victor Jones, La Guerre ultra secrète 1939~1945, Paris, Plon, 1980, 503 p. (ISBN 978-2-259-00535-7)
- Anthony Cave Brown, La Guerre secrète, Pygmalion/Gérard Watelet, 1981
- Simon Singh, Histoire des codes secrets. De l'Égypte des pharaons à l'ordinateur quantique, Livre de Poche, 2001.  (ISBN 2253150975). Ce livre apporte une description aussi bien d’Enigma que d’autres chiffrements célèbres.
- Winston Churchill. La Deuxième Guerre mondiale. Volume 2, L’Heure tragique.(1949).

Titres en anglais
- (en) Ralph Bennett, Behind the Battle : Intelligence in the War with Germany, Londres, Random House, 1999 (1re éd. 1994) (ISBN 0-7126-6521-8)
- (en) Patrick Beesly, Very Special Intelligence : The Story of the Admiralty's Operational Intelligence Centre 1939–1945, Sphere Books Limited, 1977, 352 p. (ISBN 0-7221-1539-3)
- (en) Stephen Budiansky, Battle of wits : The Complete Story of Codebreaking in World War II, Free Press, 2000, 436 p. (ISBN 978-0-684-85932-3, lire en ligne)
- (en) Peter Calvocoressi, Top Secret Ultra, Kidderminster, UK, M & M Baldwin, 2001 (1re éd. 1980), 158 p. (ISBN 978-0-947712-41-9)
- (en) Winston Churchill, The Second World War, vol. 2 : Their Finest Hour, coll. « Penguin Classics », 2005 (1re éd. 1949), 529 p. (ISBN 978-0-14-144173-3)
- (en) Ladislas Farago, The game of the foxes : British and German intelligence operations and personalities which changed the course of the Second World War, Pan Books, 1974 (1re éd. 1971) (ISBN 978-0-330-23446-7)
- (en) John Robert Ferris, Intelligence and strategy : selected essays, Routledge, 2005, 395 p. (ISBN 978-0-415-36194-1, lire en ligne)
  - (en) F.H. Hinsley, E.E. Thomas, C.F.G. Ransom et R.C. Knight, British intelligence in the Second World War : Its Influence on Strategy and Operations, vol. 1 : 1939 - Summer 1941, Londres, Her Majesty's Stationery Office, 1979, 601 p. (ISBN 0-11-630933-4)
  - (en) F.H. Hinsley, E.E. Thomas, C.F.G. Ransom et R.C. Knight, British intelligence in the Second World War : Its Influence on Strategy and Operations, vol. 2 : Mid 1941 - Mid 1943, Londres, Her Majesty's Stationery Office, 1981, 850 p. (ISBN 0-11-630934-2)
  - (en) F.H. Hinsley, E.E. Thomas, C.F.G. Ransom et R.C. Knight, British intelligence in the Second World War : Its Influence on Strategy and Operations, vol. 3 part I : June 1943 - June 1944, Londres, Her Majesty's Stationery Office, 1984 (ISBN 0-11-630935-0)
  - (en) F.H. Hinsley, E.E. Thomas, C.A.G. Simkins et C.F.G. Ransom, British intelligence in the Second World War : Its Influence on Strategy and Operations, vol. 3 part II : Summer 1944 to the End of the War with Germany, New York, Cambridge University Press, 1988, 1038 p. (ISBN 0-521-35196-0)
- (en) F.H. Hinsley et Alan Stripp (dir.), Codebreakers : The inside story of Bletchley Park, Oxford, Oxford University Press, coll. « OU Press paperback », 1993, 321 p. (ISBN 978-0-19-280132-6, lire en ligne)
- (en) David Hunt, « The raid on Coventry », The Times, Londres,‎ 28 août 1976, p. 11
- (en) Reginald V. Jones, Most Secret War, Londres, Book Club Associates, 1978 (ISBN 978-0-241-89746-1)
- (en) Phillip Knightley, The Second Oldest Profession : Spies and Spying in the Twentieth Century, W.W. Norton & Co, 1986, 436 p. (ISBN 0-393-02386-9)
- (en) Ronald Lewin, Ultra goes to War, Londres, Penguin Group, coll. « Penguin Classic Military History », 2001 (1re éd. 1978), 397 p. (ISBN 978-0-14-139042-0)
- (en) J. P. Mallmann-Showell, German Naval Code Breakers, Hersham, Surrey, Ian Allan Publishing, 2003 (ISBN 0-7110-2888-5, OCLC 181448256)
- (en) A. R. Northridge, Pearl Harbor : Estimating Then and Now, Central Intelligence Agency, 1993 (lire en ligne)
- (en) Gordon Welchman, The Hut Six Story : Breaking the Enigma Codes, M&M Baldwin, 1997 (1re éd. 1982), 158 p. (ISBN 0-947712-34-8)
- (en) Nigel West, GCHQ : The Secret Wireless War, 1900–86, Londres, Weidenfeld and Nicolson, 1986, 294 p. (ISBN 978-0-297-78717-4)
- (en) F. W. Winterbotham, The Ultra secret : the inside story of Operation Ultra, Bletchley Park and Enigma, Londres, Orion Books Ltd, 2000 (1re éd. 1974), 199 p. (ISBN 978-0-7528-3751-2, OCLC 222735270)
- Hugh Sebag-Montefiore, Enigma, the battle for the code, Phoenix, 2011.
- Michael Smith, The Emperor's codes, Dialogue, 2010
- Alan Stripp, Codebreaker in the Far East, Oxford University Press, 1989
- Michael Smith, The secrets of Station X, Biteback, 2011
- Sinclair McKay, The secret life of Bletchley Park, Aurum Press, 2010